# Société d’entraide et d’action psychologique
La  « Société d’entraide et d’action psychologique » ou SEDAP est une association établie à Dijon en 1977.
Elle a pour mission l'accueil, le conseil et l'orientation des personnes sujettes aux conduites et aux comportements d’addiction. La SEDAP a également pour vocation d'accompagner ces personnes, de les héberger et de les soigner via la gestion des Centres de Soins Spécialisés pour Toxicomanes (CSST). En outre l'association participe à la diffusion de l'information chez les intervenants qu'elle sollicite, en les documentant et en les formant. Ces intervenants sont, par leur vie professionnelle, en contact régulier avec les personnes consommatrices de produits psychoactifs: les milieux éducatif, médical, social, policier, judiciaire sont impliqués.
Cette association appartient au réseau d'observateurs constitué par le dispositif Trend (Tendances récentes et nouvelles drogues).